# Kettősujjú gekkók

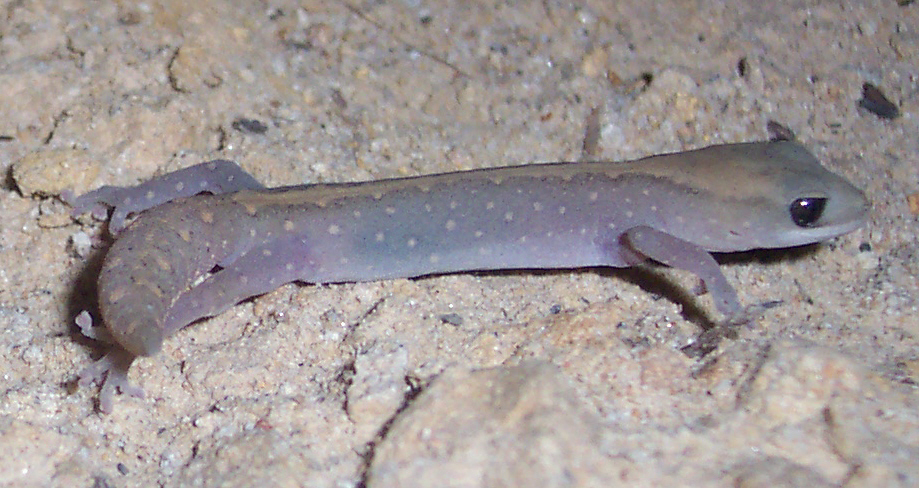
Diplodactylus vittatus

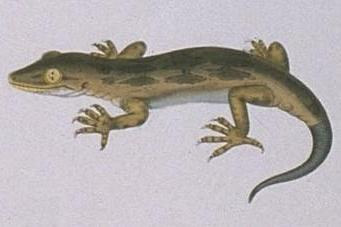
Hoplodactylus pomarii

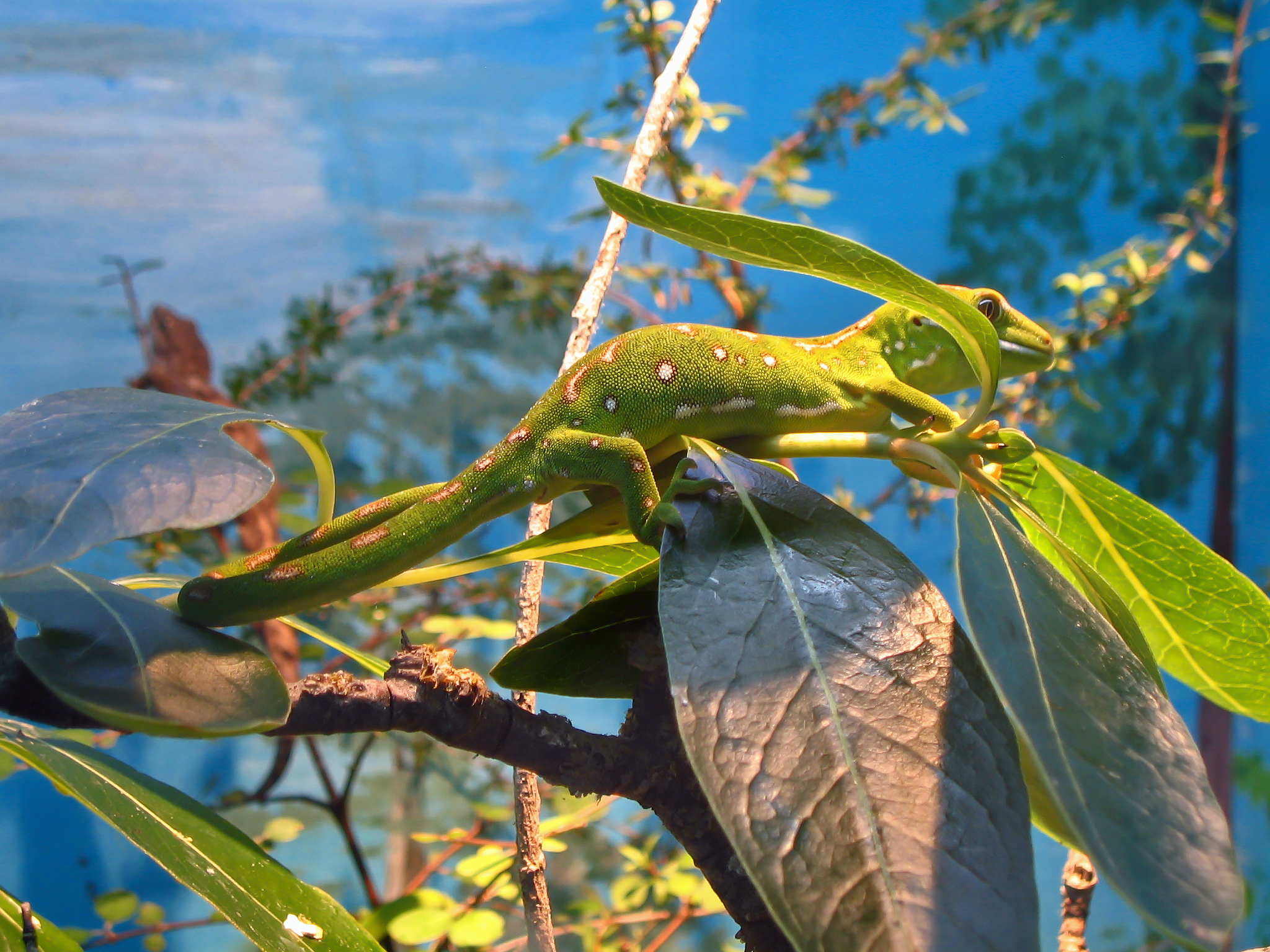
Naultinus grayii

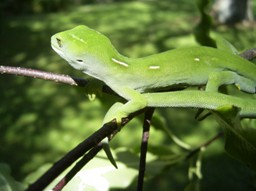
Naultinus elegans

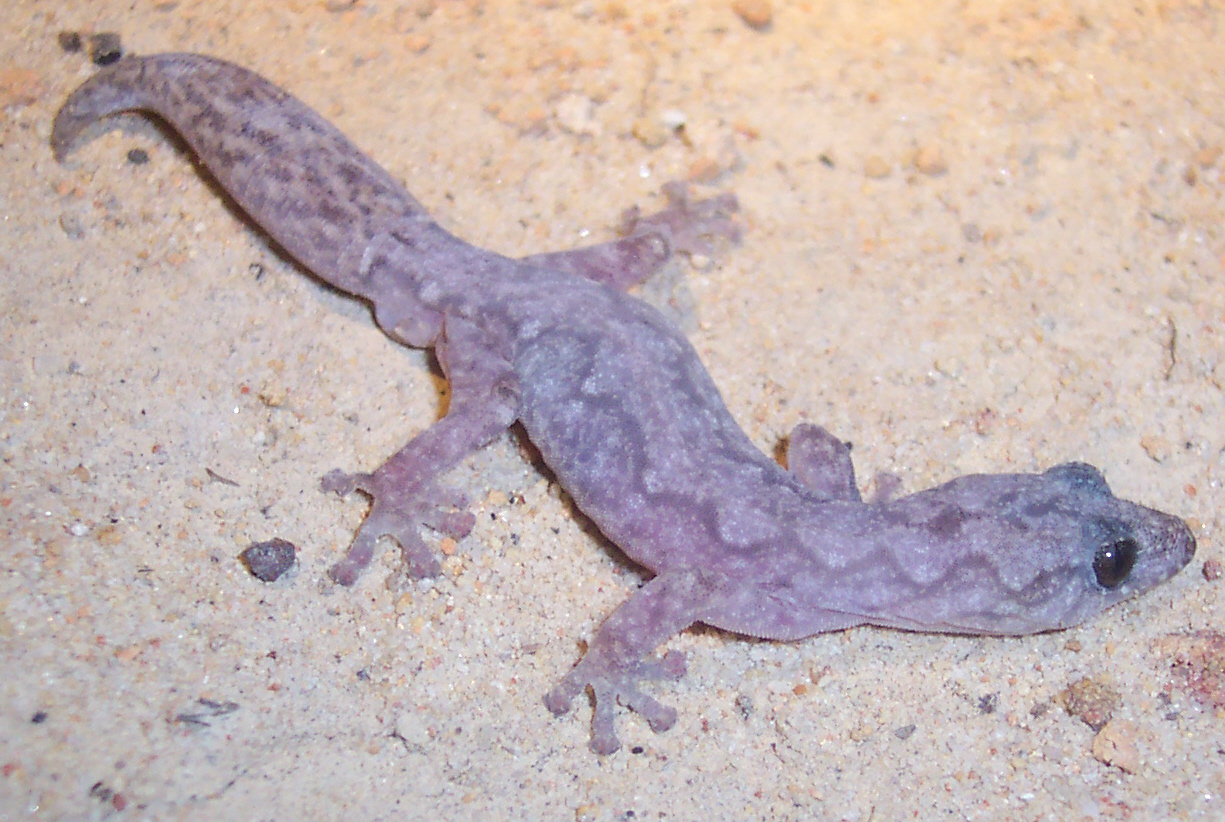
Oedura lesueurii

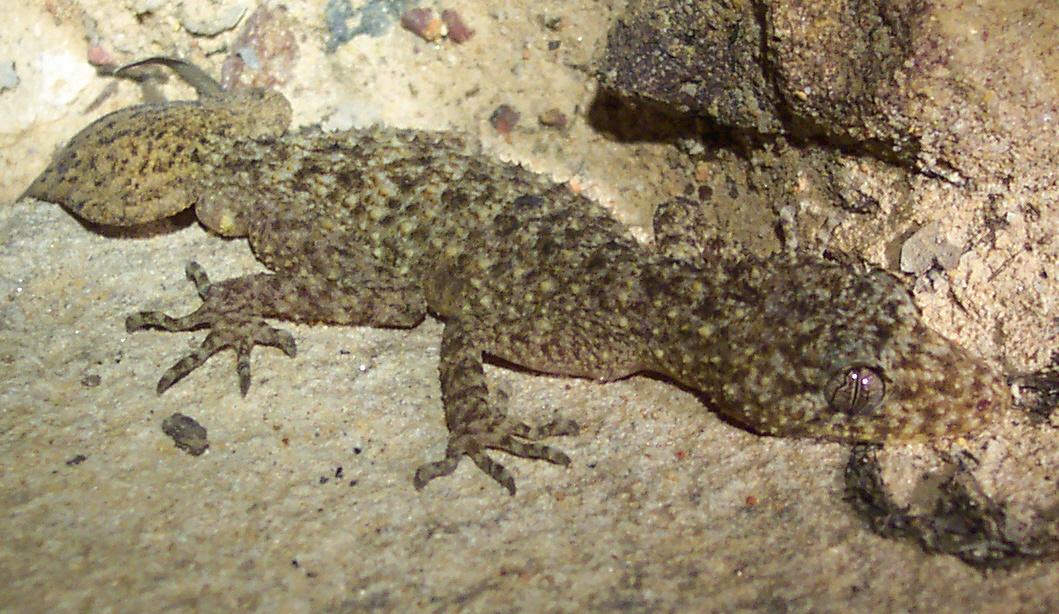
Phyllurus platurus

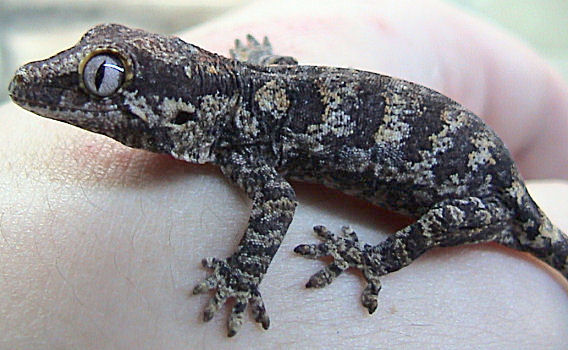
Rhacodactylus auriculatus

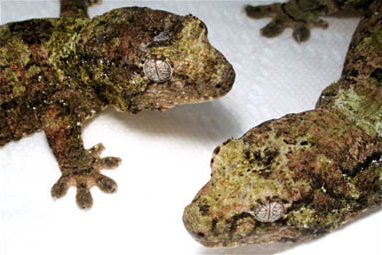
Bavay-repülőgekkó (Rhacodactylus chahoua)

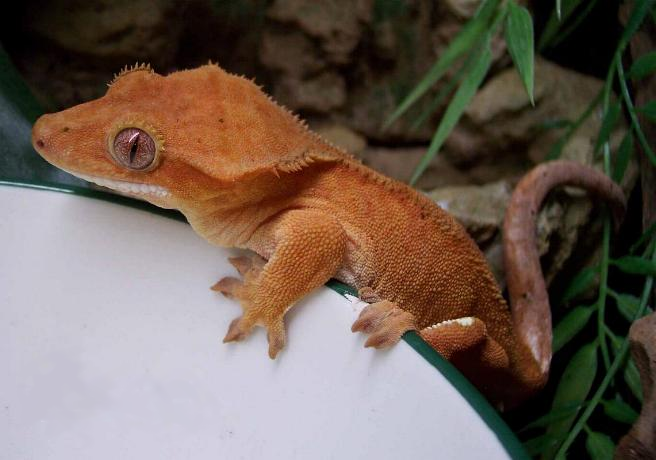
új-kaledóniai vitorlásgekkó (Correlophus ciliatus)

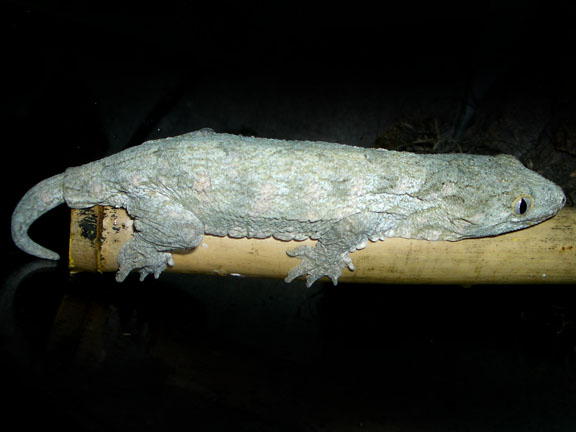
Új-kaledóniai óriásgekkó (Rhacodactylus leachianus)

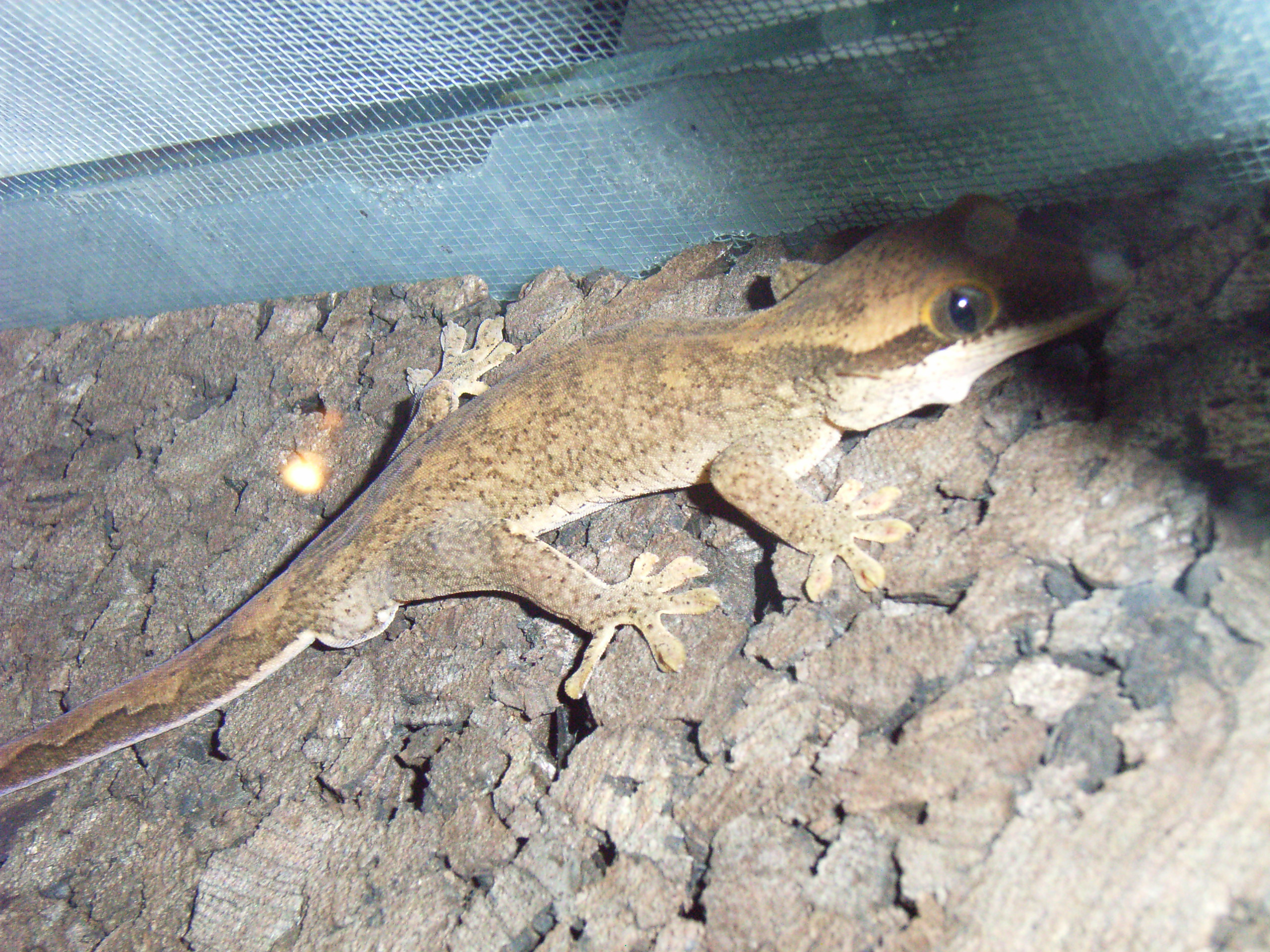
Rhacodactylus sarasinorum

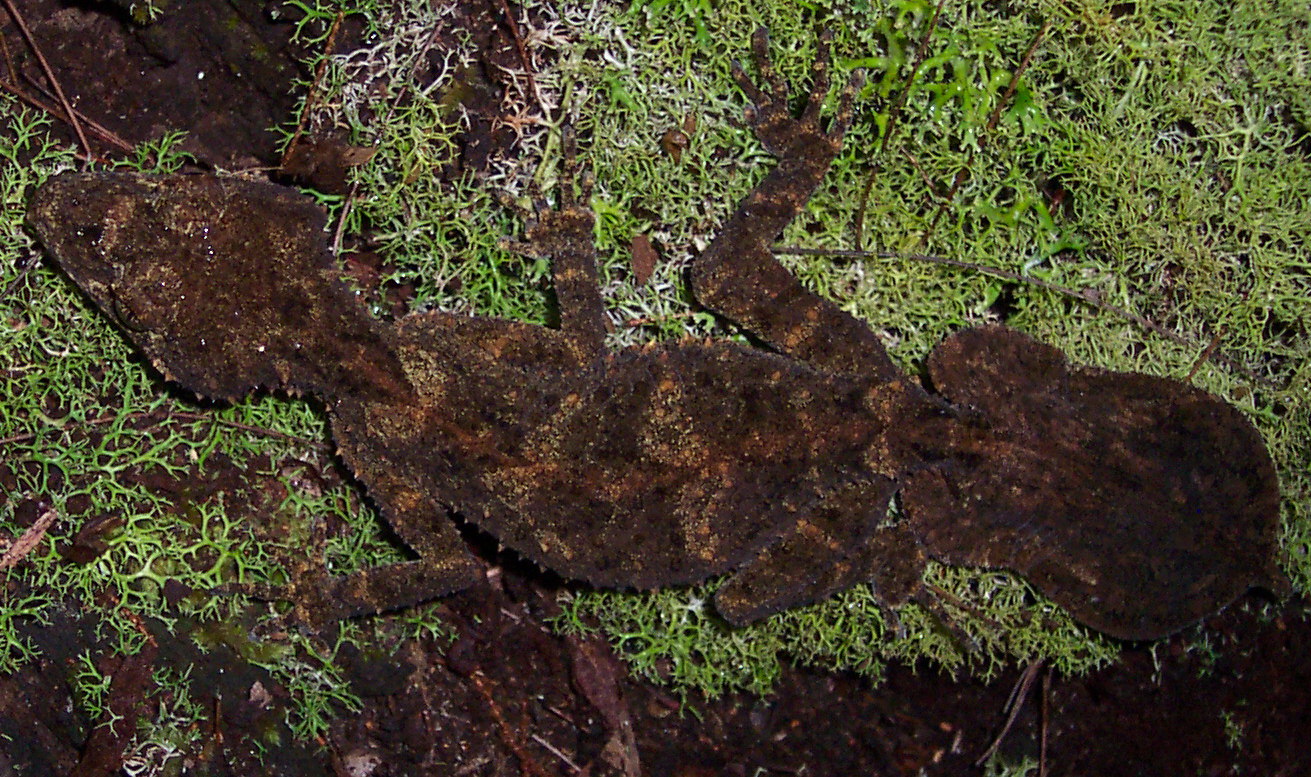
Saltuarius swaini

A kettősujjú gekkók (Diplodactylinae) a hüllők (Reptilia) osztályába a pikkelyes hüllők (Squamata) rendjébe, a gekkóalakúak (Gekkota) alrendjébe és a gekkófélék (Gekkonidae) családjába tartozó alcsalád.

18 nem és 125 faj tartozik az alcsaládba.

## Rendszerezés
Az alcsaládba az alábbi nemek és fajok tartoznak
- Bavayia (Roux, 1913) – 12 faj
  - Bavayia crassicollis
  - Bavayia cyclura
  - Bavayia exsuccida
  - Bavayia geitaina
  - Bavayia madjo
  - Bavayia montana
  - Bavayia ornata
  - Bavayia pulchella
  - Bavayia robusta
  - Bavayia sauvagii
  - Bavayia septuiclavis
  - Bavayia validiclavis

- Carphodactylus (Günther, 1897) – 1 faj
  - Carphodactylus laevis

- Crenadactylus (Storr, 1978) – 1 faj
  - Crenadactylus ocellatus
- Correlophus (Guichenot, 1866) – 1 faj
  - új-kaledóniai vitorlásgekkó (Correlophus ciliatus)[1]

- Diplodactylus (Gray, 1832) – 24 faj
  - Diplodactylus alboguttatus
  - Diplodactylus byrnei
  - Diplodactylus conspicillatus
  - Diplodactylus fulleri
  - Diplodactylus furcosus
  - Diplodactylus galeatus
  - Diplodactylus granariensis
  - Diplodactylus immaculatus
  - Diplodactylus kenneallyi
  - Diplodactylus klugei
  - Diplodactylus maini
  - Diplodactylus mitchelli
  - Diplodactylus occultus
  - Diplodactylus ornatus
  - Diplodactylus polyophthalmus
  - Diplodactylus pulcher
  - Diplodactylus savagei
  - Diplodactylus squarrosus
  - Diplodactylus steindachneri
  - Diplodactylus stenodactylus
  - Diplodactylus taenicauda
  - Diplodactylus tessellatus
  - Diplodactylus vittatus
  - Diplodactylus wombeyi

- Eurydactylodes (Wermuth, 1965) – 3 faj
  - Eurydactylodes agricolae
  - Eurydactylodes symmetricus
  - Eurydactylodes vieillardi

- Hoplodactylus (Fitzinger, 1843) – 10 faj
  - Hoplodactylus chrysosireticus
  - Delcourt-óriásgekkó (Hoplodactylus delcourti) – kihalt
  - Duvaucel-gekkó (Hoplodactylus duvaucelii)
  - Hoplodactylus granulatus
  - Hoplodactylus kahutarae
  - Hoplodactylus maculatus
  - Hoplodactylus nebulosus
  - Hoplodactylus pacificus
  - Hoplodactylus rakiurae
  - Hoplodactylus stephensi

- Lucasium (Wermuth, 1965) – 1 faj
  - Lucasium damaeum

- Naultinus (Gray, 1842) – 9 faj
  - Zöld gekkó (Naultinus elegans)
  - Naultinus gemmeus
  - Naultinus grayii
  - Naultinus manukanus
  - Naultinus poecilochlorus
  - Naultinus rudis
  - Naultinus simpsoni vagy Naultinus grayii
  - Naultinus stellatus
  - Nyugati-parti zöldgekkó (Naultinus tuberculatus)

- Nephrurus (Günther, 1943) – 9 faj
  - Nephrurus amyae
  - Nephrurus asper
  - Nephrurus deleani
  - Nephrurus laevissimus
  - Nephrurus levis
  - Nephrurus sheai
  - Nephrurus stellatus
  - Nephrurus vertebralis
  - Nephrurus wheeleri

- Oedura (Gray, 1842) – 13 faj
  - Oedura castelnaui
  - Oedura coggeri
  - Oedura filicipoda
  - Oedura gemmata
  - Oedura gracilis
  - Oedura lesueurii
  - Oedura marmorata
  - Ausztrál bársonygekkó (Oedura monilis)
  - Oedura obscura
  - Oedura reticulata
  - Oedura rhombifer
  - Oedura robusta
  - Oedura tryoni

- Oedodera – 1 faj
  - Oedodera marmorata

- Phyllurus (Goldfuss, 1820) – 8 faj
  - Phyllurus amnicola
  - Phyllurus caudiannulatus
  - Phyllurus championae
  - Phyllurus gulbaru
  - Phyllurus isis
  - Phyllurus nepthys
  - Phyllurus ossa
  - Phyllurus platurus

- Pseudothecadactylus (Brongersma, 1936) – 3 faj
  - Pseudothecadactylus australis
  - Pseudothecadactylus cavaticus
  - Pseudothecadactylus lindneri

- Rhacodactylus (Fitzinger, 1843) – 6 faj
  - Rhacodactylus auriculatus
  - Bavay-óriásgekkó (Rhacodactylus chahoua)
  - Új-kaledóniai óriásgekkó (Rhacodactylus leachianus)
  - Rhacodactylus sarasinorum
  - Rhacodactylus trachyrhynchus

- Rhynchoedura (Günther, 1867) – 1 faj
  - Rhynchoedura ornata

- Saltuarius (Fitzinger, 1843) – 16 faj
  - Strophurus assimilis
  - tüskésfarkú gekkó (Strophurus ciliaris)
  - Strophurus elderi
  - Strophurus intermedius
  - Strophurus jeanae
  - Strophurus krisalys
  - Strophurus mcmillani
  - Strophurus michaelseni
  - Strophurus rankini
  - Strophurus robinsoni
  - Strophurus spinigerus
  - Strophurus strophurus
  - Strophurus taeniatus
  - Strophurus wellingtonae
  - Strophurus williamsi
  - Strophurus wilsoni

- Strophurus (Couper, Covacevich & Moritz, 1993) – 5 faj
  - Saltuarius cornutus
  - Saltuarius occultus
  - Saltuarius salebrosus
  - Saltuarius swaini
  - Saltuarius wyberba

- Underwoodisaurus (Wermuth, 1965) – 2 faj
  - Underwoodisaurus milii
  - Underwoodisaurus sphyrurus